# غريغ بيشوب
غريغ بيشوب (بالإنجليزية: Greg Bishop)‏ هو لاعب كرة قدم أمريكية أمريكي، ولد في 2 مايو 1971 في ستوكتون في الولايات المتحدة.

## روابط خارجية
- غريغ بيشوب على موقع مرجع كرة القدم المحترفة.كوم (الإنجليزية)